# Nicòpolis del Danubi
|  | Aquest article tracta sobre la ciutat a la riba esquerra del Danubi. Si cerqueu la ciutat a la dreta del Danubi, vegeu «Nikòpol». |

Nicòpolis del Danubi (llatí: Nicopolis ad Istrum, grec antic: Νικόπολις ἡ πρὸς Ἴστρον) fou una ciutat romana i romana d'Orient.
Les seves ruïnes es localitzen al poble de Nikiup, a 20 km al nord de Veliko Tàrnovo, al nord de Bulgària. La ciutat va assolir el seu zenit durant els regnats de Trajà, Hadrià, els Antonians i els Severs.
Les excavacions arqueològiques continuen revelant més de la ciutat.

## Història
La ciutat va ser fundada per l'emperador Trajà al voltant del 101-106 en record de la seva victòria sobre els dacis. Va triar el lloc a l'encreuament dels rius Iatrus (Iantra) i Rossitsa. Clarament volia convertir-se en una ciutat magnífica, la qual cosa es va verificar gradualment.
La ciutat fou saquejada pels costobocs el 170-1, una tribu de l'actual Ucraïna occidental, després de la qual es van construir les muralles de la ciutat.
La ciutat va prosperar durant els segles ii i iii i va créixer com un gran centre urbà sota les reformes de l'emperador Dioclecià (284-305).
Al 250, prop de la ciutat, l'emperador Deci va derrotar els gots comandats per Cniva.
Nicòpolis del Danubi va emetre monedes amb imatges dels seus edificis públics.
El 447 la ciutat va ser destruïda pels huns d'Àtila. Potser ja estava abandonada abans del segle v. EAl al segle vi va ser reconstruïda com una poderosa fortalesa que envoltava poc més que edificis i esglésies militars, seguint una tendència molt comuna a les ciutats d'aquell segle a la zona del Danubi. L'àrea més gran de les extenses ruïnes (21.55 hectàrees) de la Nicòpolis clàssica no va ser reocupada, ja que la fortalesa només n'ocupava una quarta part (5.75 hectàrees), a la cantonada sud-est. La ciutat es va convertir en un centre episcopal durant el començament de l'època romana d'Orient. Va ser finalment destruïda per les invasions àvars a finals del segle vi. De les seves ruïnes va sortir un assentament medieval (s. X-XIV).
Es pot dir que Nicòpolis del Danubi ha estat el lloc de naixement de la tradició literària germànica. Al segle iv, el bisbe got, missioner i traductor, Úlfila (Wulfila), a obtenir permís de l'emperador Constanci II per emigrar amb els seus conversos a Moesia i establir-se a prop de Nicòpolis del Danubi, el 347-8. Allí, va idear l'alfabet gòtic i va supervisar la traducció de la Bíblia de grec al gòtic, que fou duta a terme per un grup d'estudiosos.
Es coneixen els noms de dos dels primers bisbes de la ciutat: Marcel (el 451) i Amaanci (el 518).
El lloc es va col·locar en la llista provisional per ser considerat Patrimoni de la Humanitat per la UNESCO el 1984.

## Arqueologia
La ciutat clàssica estava planificada segons el sistema ortogonal. La xarxa de carrers, el fòrum envoltat d'una columnata jònica i molts edificis, una sala de dues naus posteriorment convertida en basílica i altres edificis públics han estat descoberts. La rica arquitectura i escultura mostra una semblança amb les de les antigues ciutats d'Àsia Menor.
L'àgora contenia una estàtua de Trajà a cavall, així com altres estàtues de marbre i una columnata jònica. La ciutat també tenia una basílica de tres naus, un buleuteri, un temple a Cíbele, un petit odeó, termes (banys públics), així com un edifici romà únic amb la inscripició termoperiatos, un edifici amb calefacció i botigues, i un espai tancat per a passejades i reunions de negocis. També s'han excavat algunes cases i edificis.
La ciutat rebia el subministrament d'aigua per tres aqüeductes i tenia diversos pous d'aigua, molts dels quals s'han descobert en excavacions arqueològiques. L'aqüeducte occidental tenia un pont de gairebé 3 km de longitud i gairebé 20 m d'alçada que portava aigua per tota la vall del riu Rossitsa. El seu dipòsit de captació d'aigües, del segle ii, es troba a prop de la ciutat de Mussina, al municipi de Pavlikeni, a l'oest de la ciutat romana. Solia recollir l'aigua de les fonts càrstiques dins la cova de Mussina.
L'any 2015 es van revelar restes d'un enorme edifici que probablement era la residència de l'agorànom o edil curul, un funcionari públic encarregat del comerç i les operacions del mercat a les ciutats gregues i romanes.
L'obelisc de Quint Juli, aristòcrata de Nicòpolis, encara es troba a una alçada de 14 m al camp proper a Lesitxeri, a uns 12 km a l'oest de la ciutat.
Moltes troballes se'n mostren al Museu Regional d'Història de Veliko Tàrnovo.

## Galeria

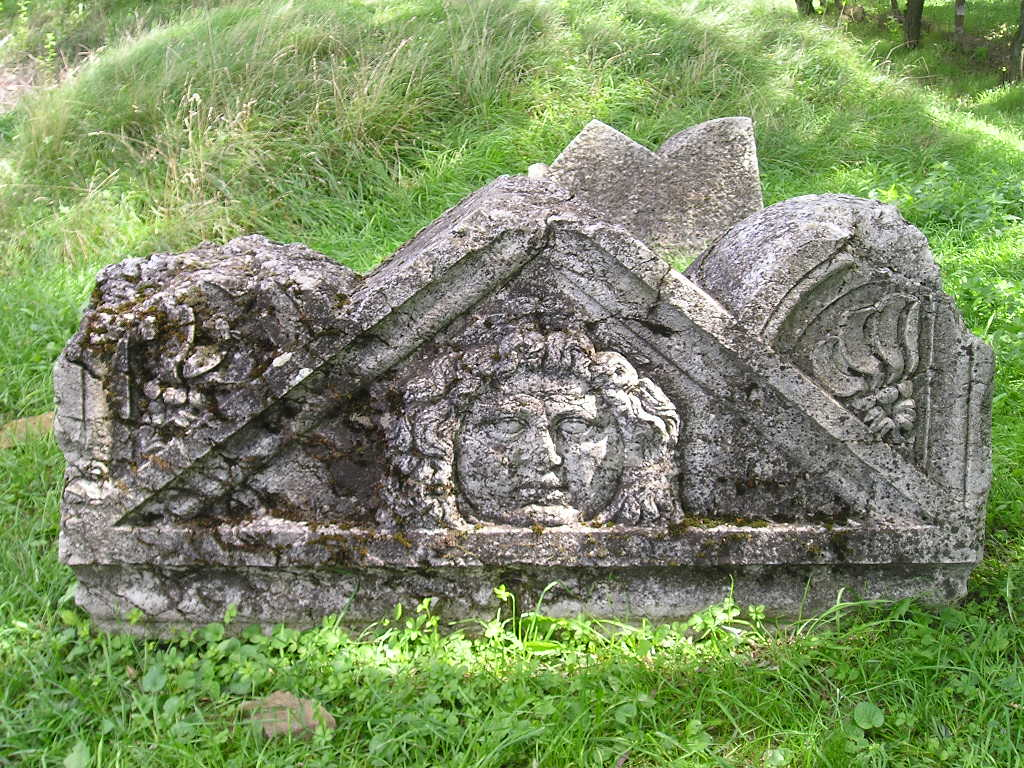
Un frontó amb una imatge en relleu
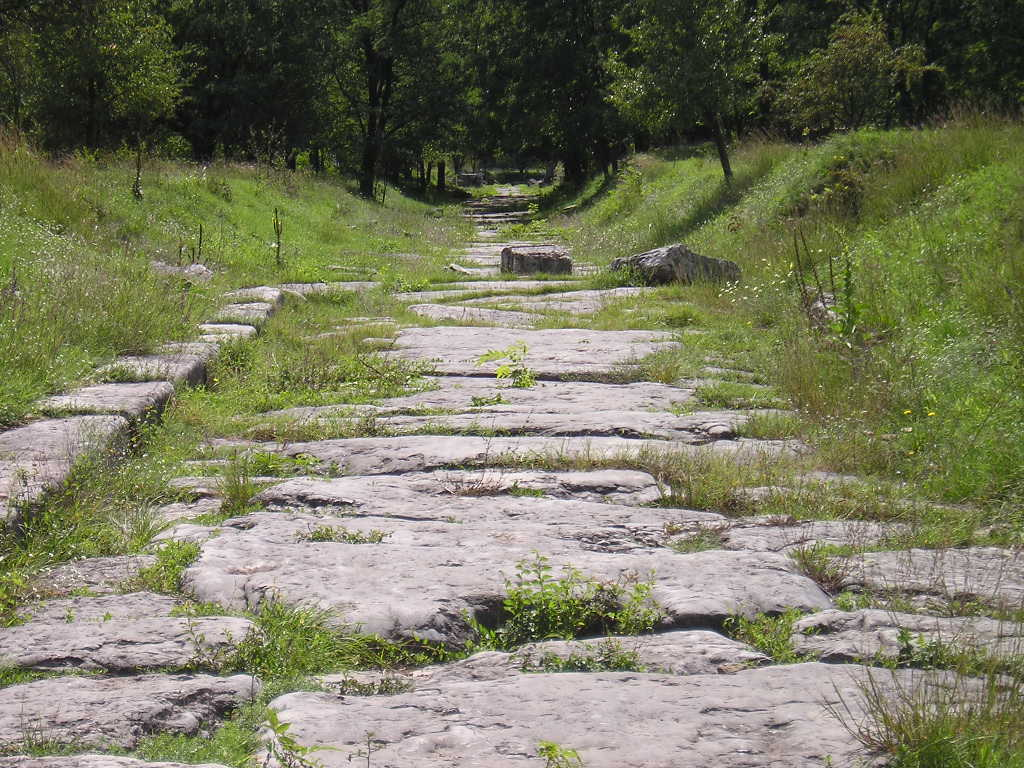
Un carrer romà, un dels carrers principals de la ciutat que discorre entre el nord i el sud
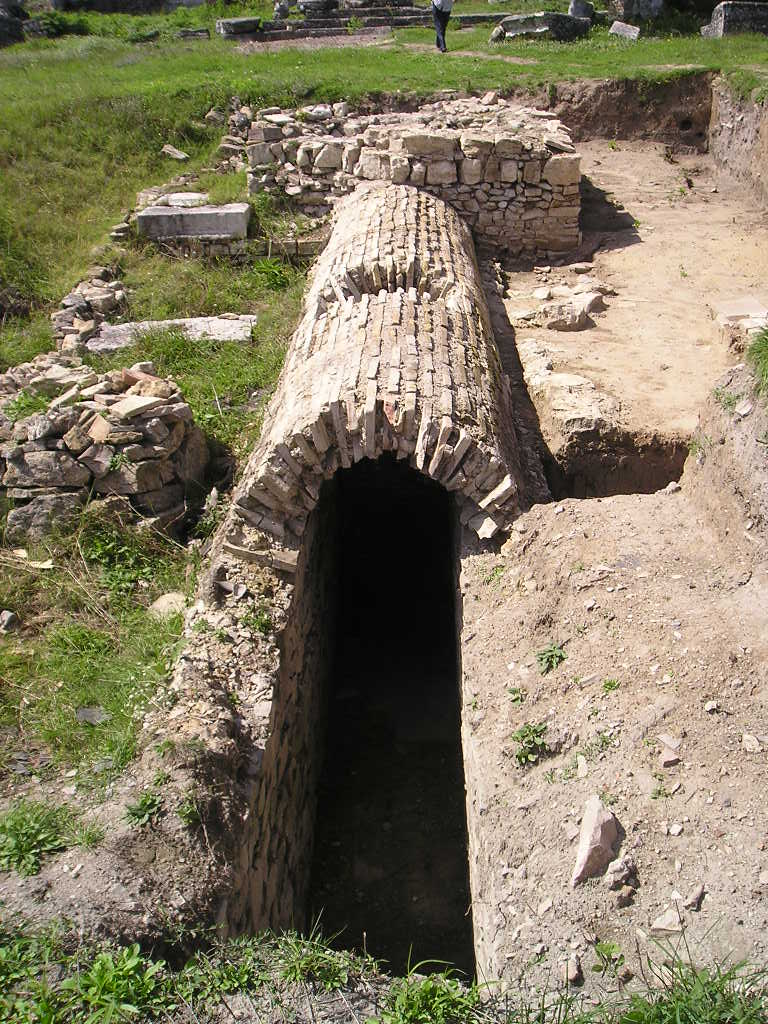
Les principals clavegueres de la ciutat
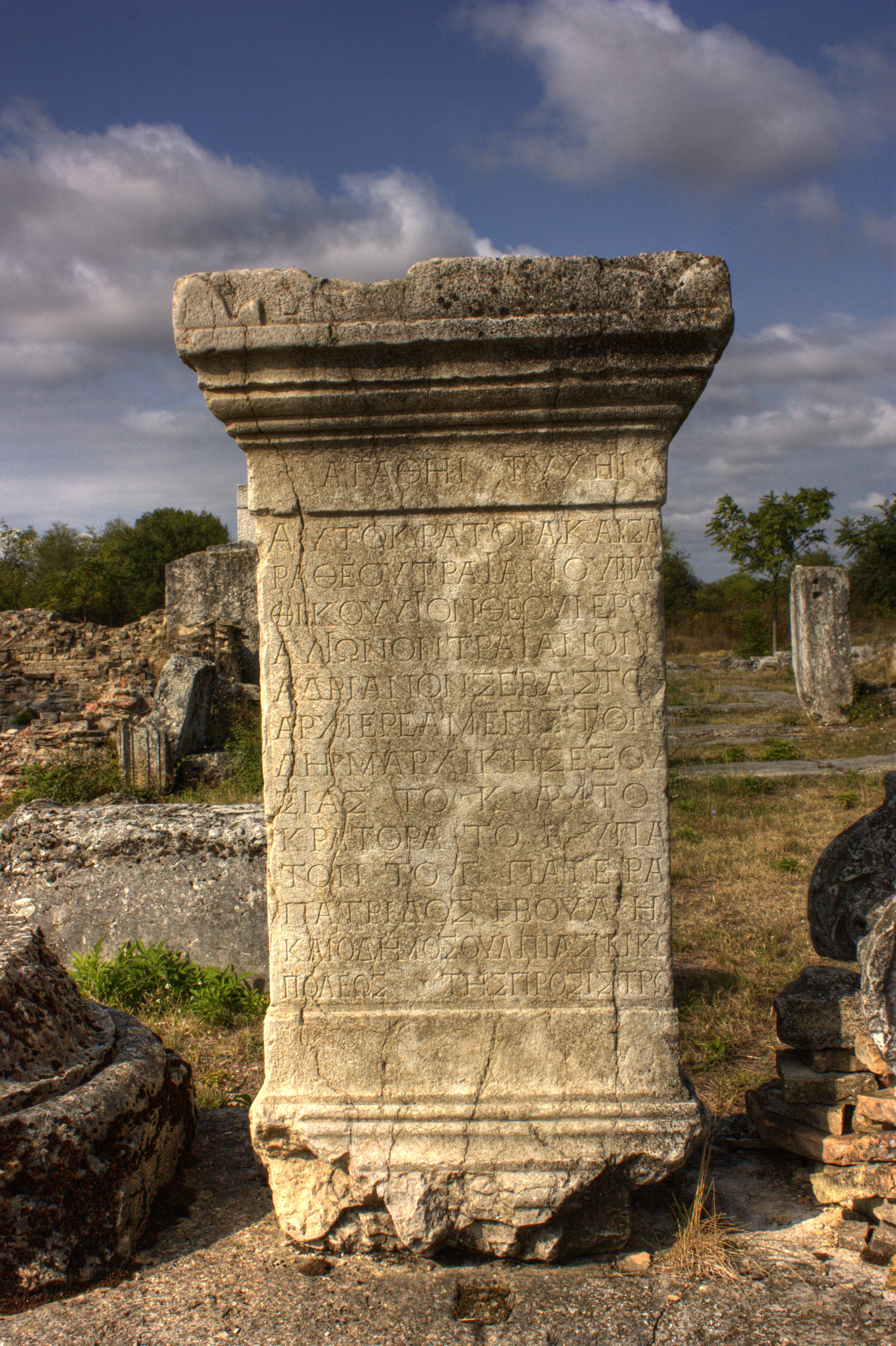